# Michael Studer
 (juillet 2016).
Pour les articles homonymes, voir Studer.
Michael Studer, né le 12 décembre 1940 à Thoune et mort le 2 avril 2024 à Berne, est un pianiste suisse avec une carrière de concertiste et de pédagogue. Entre le début des années 1970 et la fin des années 1990, il réalise des enregistrements qui sont regroupés en partie, début 2008, dans un coffret hommage de six disques.

## Biographie
Michael Studer est issu d’une famille musicienne : sa mère est pianiste et son père violoniste à ses heures. Il commence ses études musicales au Conservatoire de Berne dans la classe de Suzanne Eggli. À 19 ans, Michael Studer entre au Conservatoire national de musique à Paris dans la classe d’Yvonne Lefébure. Après Paris, il passe deux ans à Vienne comme élève privé de Richard Hauser et suit des cours d’interprétation donnés par Bruno Seidlhofer à Cologne et Géza Anda à Lucerne.
Il est ensuite pendant vingt-cinq ans professeur de virtuosité au Conservatoire de Berne, et donne de nombreux récitals et concerts en soliste avec des chefs tels que Paul Kletzki, Rudolf Kempe, Erich Leinsdorf, Charles Dutoit, Antal Doráti, Wolfgang Sawallisch, Rafael Frühbeck de Burgos, ou encore Esa-Pekka Salonen.[réf. nécessaire] Il est également membre du jury du Concours Clara Haskil.
Il meurt le 2 avril 2024 à Berne,.

## Discographie (partielle)
- The Legacy : Bach, Mozart, Haydn, Schumann, Chopin, Saint-Saëns, Liszt, Brahms, Rachmaninov, Ravel, Debussy, Orchestres de chambre Tibor Varga, de Cologne, de Lausanne, Orchestre de la Suisse romande, sous la direction de Tibor Varga (Mozart K.271, 1972), Helmut Müller-Brühl (Mozart K.413 et 414, 1977), Fritz Rieger (Saint-Saens, 1976) et Wolfgang Sawallisch (Ravel, 1979) (1971-1995, 6CD Claves Records 50-2713-18)[4] (OCLC 808251625)